# Orna de Gállego
Orna de Gállego (arag. Orna de Galligo) – miejscowość w Hiszpanii, w Aragonii, w prowincji Huesca, w comarce Alto Gállego, w gminie Sabiñánigo, 45 km od miasta Huesca.
Według danych INE z 1999 roku miejscowość zamieszkiwało 20 osób. Wysokość bezwzględna miejscowości jest równa 789 metrów.